# Dovilė
Dovilė ist ein weiblicher litauischer Vorname und eine Form von Dovilas.

## Verbreitung
Im deutschsprachigen Raum kommt der Name sehr selten vor. In der Schweiz tragen ihn 23 Personen (Stand 2023). Die Vergabe ist auch in Nordirland nachgewiesen. In Litauen belegte der Name im Jahr 1999 den 20. Rang.

## Personen
- Dovilė Kilty (* 1993), Leichtathletin, Dreispringerin und Weitspringerin
- Dovilė Šakalienė (* 1978), Politikerin und Rechtspsychologin